# Tricoceps spinicornis
Tricoceps spinicornis är en insektsart som beskrevs av Carl Stål. Tricoceps spinicornis ingår i släktet Tricoceps och familjen hornstritar. Inga underarter finns listade i Catalogue of Life.